# Bidoeira de Cima
Bidoeira de Cima es una freguesia portuguesa del municipio de Leiría, con 15,54 km² de superficie y 2073 habitantes (2001). Su densidad de población es de 133,4 hab/km².